# Kadaverjagt
Kadaverjagt er en roman af den danske forfatter Dennis Jürgensen.  Bogen er en slags fortsættels til Kadavermarch, handlingen og personerne er anderledes og har ingen forbindelse til Kadavermarch udover at handlingen udspiller sig i samme univers.

## Handling
I bogen følger man en mand ved navn Lorens, der bor på øen Anholt. Lorens møder en zombie, der kommer til hans hus og dræber hans hund, Nemo. Sammen med øens andre beboere må han rydde Anholt for de levende døde.
Bogens genre er Gys og splatter
| Bog | Spire Denne artikel om bøger og tidsskrifter er en spire som bør udbygges. Du er velkommen til at hjælpe Wikipedia ved at udvide den. |